# Mexico Beach
Mexico Beach es una ciudad ubicada en el condado de Bay en el estado estadounidense de Florida. En el Censo de 2010 tenía una población de 1.072 habitantes y una densidad poblacional de 226,8 personas por km².

## Geografía
Mexico Beach se encuentra ubicada en las coordenadas 29°56′44″N 85°24′39″O / 29.94556, -85.41083. Según la Oficina del Censo de los Estados Unidos, Mexico Beach tiene una superficie total de 4.73 km², de la cual 4.59 km² corresponden a tierra firme y (2.85%) 0.13 km² es agua.

## Demografía
Según el censo de 2010, había 1.072 personas residiendo en Mexico Beach. La densidad de población era de 226,8 hab./km². De los 1.072 habitantes, Mexico Beach estaba compuesto por el 93.1% blancos, el 1.87% eran afroamericanos, el 0.37% eran amerindios, el 0.75% eran asiáticos, el 0% eran isleños del Pacífico, el 0.84% eran de otras razas y el 3.08% pertenecían a dos o más razas. Del total de la población el 2.61% eran hispanos o latinos de cualquier raza.